# 布雷克斯蘭丁 (加利福尼亞州)
布雷克斯蘭丁（英語：Blakes Landing）是位於美國加利福尼亞州馬林縣的一個非建制地區。該地的面積和人口皆未知。

## 地理
布雷克斯蘭丁的座標為38°11′40″N 122°55′10″W / 38.19444°N 122.91944°W，而該地的平均海拔高度為0米（即0英尺）。